# アウェーインザライフ
舞台『アウェーインザライフ』は、女優・水野美紀と作家・楠野一郎による演劇ユニット・プロペラ犬の演劇公演である。
「エンゲキロック in 赤坂BLITZ」と銘打ち、赤阪BLITZでの初の本格的演劇公演となる。また、水野・楠野と以前から所縁のある大槻ケンヂが所属するバンド・筋肉少女帯の楽曲を使用、コラボレートすることも発表されている。
本作は劇場ではなくライブハウスで行われること・主催がプロペラ犬自身ではないこと（東京公演：アウェーインザライフ製作委員会、大阪：ブリーゼアーツ／毎日放送）から、番外公演として位置づけられている。
上演は、2010年6月4日から6月25日まで、東京と大阪で行われた。
出演者数、会場のキャパシティーなど、プロペラ犬史上最大規模の公演となる。
公演概要は2009年10月30日、ピチチ5の舞台「サボテンとバントライン」（演出は「ジャージマン」の福原充則、作品は大槻ケンヂ作詞「サボテンとバントライン」を元にしたもの）での配布チラシ並びに楠野のブログにて発表された。
なお、出演者・筋肉少女帯メンバーらが一堂に会した製作発表は2010年2月25日に北沢タウンホールにて行われた。この製作発表では、筋肉少女帯の次回作となるアルバムタイトルが「蔦からまるQの惑星」であることも発表された（収録曲は舞台でも使用される予定。）
キャスト・スタッフが揃っての顔合わせ・本読みは2010年4月20日に行われた。
略称は「アウェー」が主流となっているが、稀に楠野のTwitterなどでは「AITL」と英単語の頭文字を並べたもので表記することもある。

## 公演概要
※チラシ、公演公式サイト、楠野のブログ発表情報による。
※役名記載は、当日チラシ、販売パンフレットによる。

### キャスト
1.俳優
- レナ：水野美紀
- アンリ：村上知子（森三中）
- ヤヤ：ソニン
- オユキ：小林顕作（宇宙レコード、コンドルズ）
- 伊藤バアタア：伊藤明賢
- 赤坂陽一：市川しんぺー（猫のホテル）
- ティアラ：木野花

2.影バンド（サポートバンド）
- ドラム：ファンキー末吉
- ギター：屍忌蛇
- ベース：仮谷克之
- キーボード：張張

3.その他、日替わりゲストあり（別項記載）

### スタッフ
- 企画：プロペラ犬（水野美紀×楠野一郎）
- 演出：河原雅彦
- 原案：楠野一郎
- 音楽：筋肉少女帯
- 音楽監督：ファンキー末吉
- 協力：大槻ケンヂ

- 上演台本：河原雅彦／大堀光威
- 音響：大木裕介（SoundBusters）
- 照明：佐藤啓
- 美術：片平圭衣子
- 衣装：松本夏記（ミシンロックス）
- ヘアメイク：宮内宏明（M's factory）
- 映像：ムーチョ村松（トーキョースタイル）
- 振付：振付稼業air:man
- 殺陣：園村健介
- 演出助手：大堀光威
- 舞台監督：谷澤拓巳（至福団）

- 演出部：津江健太、上嶋倫子、富田聡、挽野洋平
- 音響操作：福田眞也、堤野雅嗣、藤本純子、桜井有未
- 照明操作：溝口由利子、畠山聖、田中春佳
- 映像操作：富所浩一
- 衣装部：佐久間のぞみ
- ヘアメイク部：中里純子、根布谷恵子
- 殺陣協力：白井悟、遊木康剛（以上、東京・大阪公演）、Chuck Johnson（東京公演のみ）
- スタンドイン：中尾ちひろ（温泉きのこ）
- 演出部協力：今井絵理
- 楽器指導：斉藤かんじ、仮谷克之
- チャンゴ指導：閔栄治
- ローディー：宮崎“Miyaan”英樹、仲村貴

- Tシャツデザイン：根本サナエ
- VTRオペレーション：鮎貝健
- 大道具：C-COM舞台装置
- 小道具：高津装飾美術
- 特殊効果：GIMMICK
- 運搬：（株）マイド

- 衣装製作：伊藤陽子、渡辺まり、畑 久美子
- 衣装協力：吉田喜朗、山崎美智代

- 楽器協力：Pearl、HOM GUITERS、ESP、ESP Musical Academy、Hughes&Kettner、
  - プロジェクトスリー、「この店でいちばん高いギターを弾かせてくれ」プロジェクト、ヴィン★セント秋山
- 音響機材協力：Sound Selection dub、京都テクニカルオフィス、Force、Links
- 照明協力：Aプロジェクト

- 宣伝写真：松澤亜希子
- 宣伝ヘアメイク：吉森香織（IL CORAGGIO）
- 宣伝小道具：山本ゆい
- 宣伝美術：永石勝、柚木万由子（以上、トリプル・オー）、ソエジマヤスフミ
- 宣伝映像：関 和亮（トリプル・オー）
- 宣伝：金井智子、竹内麻衣（以上、る・ひまわり）
- HP：秋山汰駒（コモエサイエンス）、浜名恵美子（プランチャ）

- 制作：笠原健一（ハウフルス）、保坂綾子

- 制作協力：オフィス・モレ、よしもとクリエイティブ・エージェンシー、NASAエンターテインメント
  - グラート、BESIDE/猫のホテル、吉住モータース、ハイレグタワー
  - オーケン企画、ブラスティー、キューブ、ボロックス

- 協力：芦川淳一、中西誠（以上、トイズファクトリー）、キョードー東京

- 主催：アウェーインザライフ製作委員会

### 公演期間
- 東京公演（2010年6月4日-6月18日、赤坂BLITZ）-全18回
  - 主催／アウェーインザライフ製作委員会
- 大阪公演（2010年6月23日-6月25日、サンケイホールブリーゼ）-全4回
  - 主催／ブリーゼアーツ／毎日放送 後援:FM802 協力:清水音泉

### 日替わりゲスト
- 東京公演
  - 6月4日 19時 大槻ケンヂ
  - 6月5日 14時 ロッチ
  - 6月5日 18時 みのすけ（ナイロン100℃）
  - 6月6日 14時 寺田恵子
  - 6月8日 19時 キャイ〜ン
  - 6月9日 19時 バナナマン
  - 6月10日 14時 黒沢かずこ（森三中）
  - 6月10日 19時 黒沢かずこ（森三中）
  - 6月11日 19時 大槻ケンヂ
  - 6月12日 14時 池田鉄洋（猫のホテル）
  - 6月12日 18時 池田鉄洋（猫のホテル）
  - 6月13日 14時 坂井真紀
  - 6月13日 18時 ROLLY
  - 6月15日 19時 大島美幸（森三中）
  - 6月16日 14時 森若香織
  - 6月16日 19時 筋肉少女帯
  - 6月17日 19時 サンプラザ中野くん
  - 6月18日 14時 水木一郎

- 大阪公演
  - 6月23日 19時 桜・稲垣早希
  - 6月24日 14時 ダイアン
  - 6月24日 19時 矢野・兵動
  - 6月25日 19時 筋肉少女帯

### 公演グッズ
- パンフレット 1200円（表紙は黄色・紺色の2種類）
- オー犬Tシャツ 2990円（黒・グレー、サイズはS/M/L）
プロペラ犬の顔面に大槻ケンヂのひび割れメイクを施したもの。「AWAY IN THE LIFE」ロゴ入り。
- マフラータオル 1500円
白地に赤と黒のプリント。Tシャツ同様、オー犬とロゴが施されている。
- 水野美紀デザインのバングル 1400円
水野がデザイナーを務める「THIRD FACTORY」商品。牛革に「AWAY IN THE LIFE」の刻印。
- シスターロメロTシャツ 3500円（白・黒、サイズはSS/S/M）
- シスターロメロタオル 1500円
劇中に登場するバンド「シスターロメロ」のTシャツおよびタオル。劇中でも実際に着用している。各公演終演後に数量限定販売された。

## エピソード
- 2010年5月14日のバナナマンのラジオ『バナナマンのバナナムーンGOLD』に水野がゲスト出演。5月14日が誕生日という日村勇紀を祝った。その場で、『アウェーインザライフ』のゲスト出演の話をしたところ、日村は知らなかったらしく、驚いた様子であった。
- 2010年5月22日3:00-5:00（5月21日深夜、※地域によって番組終了時間が異なる）、一夜限りで「大槻ゲンヂのオールナイトニッポン」が復活した（正式番組名は「オールナイトニッポンR」）。これは、『アウェーインザライフ』の企画が持ち上がった当初から楠野が実現させたかったことの一つである。番組内でのメールテーマは「あなたがアウェーを感じる瞬間」。また、同番組には水野も収録でゲスト出演し、『おっぱいマンの歌』を歌った。